# UPW (プロレス)
UPW（Ultimate Pro Wrestling）は、アメリカ合衆国のプロレス団体。本拠地はカリフォルニア州ロサンゼルスに置かれている。

## 歴史
かつてWWEの下部組織として知られており、選手をスカウトしたり、スカウトとした選手のトレーニングの場として活用されていた。
WWEが下部組織を他団体に移すと同時に関係を解消。
2007年、活動停止。

## タイトル
- UPWヘビー級王座
- UPWタッグ王座
- UPWライトヘビー級王座

過去に認定していた王座
- AWA UPW ZERO1-MAX World-1認定インターナショナルジュニアヘビー級王座

## WWEに輩出した所属選手

### スーパースター
- アダム・ピアース（Adam Pearce）
- エヴァン・カレイジャス（Evan Karagias）
- エッジ（Edge）
- クリスチャン（Christian）（クリスチャン・ケイジ）
- クリス・モルデツキー（Chris Mordetzky）（コンクリート、アメリカン・アドニス）
- ケイジ・サコダ（Keiji Sakoda）
- ケビン・ナッシュ（Kevin Nash）（ディーゼル）
- ケン・シャムロック（Ken Shamrock）
- ジェリー・リン（Jerry Lynn）
- シコシス（Psicosis）
- ジミー・スヌーカ（Jimmy Snuka）（スーパーフライ、スヌーカ）
- ショーン・オヘア（Sean O'Haire）
- ショーイ・ライアン（Joey Ryan）
- ジョン・ハイデンライク（Jon Heidenreich）
- シルベスター・ターケイ（Sylvester Terkay）
- スコット・ホール（Scott Hall）
- スパンキー（Spanky）（レオナルド・スパンキー）
- ゾディアック（Aaron Aguilera）（アーロン・アグリア、ハードコ・キッド）
- ソロ・スヌーカ（Solo Snuka）（シム・スヌーカ、デュース）
- ダイヤモンド・ダラス・ペイジ（Diamond Dallas Page）
- ダニエル・ピューダー（Daniel Puder）
- チャック・パルンボ（Chuck Palumbo）
- トミー・ドリーマー（Tommy Dreamer）
- トム・ハワード（Tom Howard）
- ノヴァ（Nova）（サイモン・ディーン、ハリウッド・ノヴァ）
- フベントゥ・ゲレーラ（Juventud Guerrera）（フベントゥ）
- フランキー・カザリアン（Frankie Kazarian）（カザリアン）
- ブルー・ミーニー（The Blue Meanie）
- プロトタイプ（The Prototype）（ジョン・シナ）
- ホーシュー（Horshu）
- ポール・ロンドン（Paul London）
- マイク・ノックス（Mike Knox）（ノックス）
- マイク・ベル（Mike Bell）
- ザ・ミズ（The Miz）
- リキシ（Rikishi）（ソロファ・ファトゥ）
- ロード・ウォリアー・アニマル（Road Warrior Animal）
- ロード・ウォリアー・ホーク（Road Warrior Hawk）
- ロディ・パイパー（Roddy Piper）
- ロブ・ヴァン・ダム（Rob Van Dam）

### ディーヴァ
- ヘッド・ビッチ・イン・チャージ（Head Bitch in Charge）（ビクトリア）
- モリー・ホーリー（Molly Holly）
- リサ・モレッティ（Ivory）

## 歴代所属選手

### スーパースター
- Bボーイ（B-Boy）
- UKキッド（UK Kid）
- アポカリプス（Apocalypse）（ヒマラヤン・ビッグフット）
- アル・カトラズ（Al Katrazz）（ジェイソン・アルカトラズ、アル・フレミング）
- アロファ・ザ・サモアン・タンク（Alofa The Samoan Tank）（キング・ダバダ、ダ・ブッチャ、大王ガマ）
- アントニオ・メストレ（Antonio Mestre）
- アンドリュー・ヘルマン（Andrew Hellman）
- オリバー・ジョン（Oliver John）
- クイックシルバー（Quicksilver）
- クリストファー・ダニエルズ（Christopher Daniels）
- ゴーストウォーカー（Ghostwalker）（GQギャロ、ヒザカリ、カタカリ）
- コナン（Konnan）
- サバス（Sabbath）
- サモア・ジョー（Samoa Joe）
- シェーン・バラード（Shane Ballard）
- ジャック・ブル（Jack Bull）（ロシアン54、ニュージャージー・パワフルウォリアー）
- ジャスティン・セイン（Justin Sane）（ジャスティン・マッコーリー）
- シャノン・バラード（Shannon Ballard）
- ショーン・リディック（Shawn Riddick）（デミトリアス）
- ジョニー・グッドタイム（Johnny Goodtime）（ランディ・ロケット）
- シューティング・ウルフ（Shooting Wolf）（ハワイアン・ライオン）
- スカル（Skulu）（キング・アダモ）
- スコーピオ・スカイ（Scorpio Sky）
- スコット・ロスト（Scott Lost）
- スティーブ・コリノ（Melissa Coates）
- デイビー・リチャーズ（Davey Richards）
- トニー・ストラディリン（ Tony Stradlin）（トニー・サンタレッリ）
- ドノバン・モーガン（Donovan Morgan）
- トミー・キム（Tommy Kim）（トミー・ウィリアムズ、ファンキー・ビリー・キム）
- トミー・ウィルソン（Tommy Wilson）
- トム・ハワード（Tom Howard）（KGB）
- ドランケン・アイリッシュマン（Drunken Irishman）
- ナバホ・ウォリアー（Navajo Warrior）
- バイソン・スミス（Bison Smith）
- ベイビー・スラム（Babi Slymm）（マッスル・ギャング）
- ピーター・グッドマン（Peter Goodman）
- ビッグ・シュワッグ（Big Schwag）
- ヒューマン・トルネード（Human Tornado）
- プーマ（Puma）（TJパーキンス、TJP、マニック、スーサイド、ピノイボーイ）
- マコーア（Ma'koa）（シェイン・ロバーツ）
- マイケル・モデスト（Michael Modest）
- ラッカス（Ruckus）(マグマ・ザ・キラウェア)
- リック・ベースマン（Rick Bassman）
- リッキー・レイエス（Ricky Reyes）（キンボス・ライス、コルテス・カストロ）
- リル・ネイト（Lil Nate）
- ロッキー・ロメロ（Rocky Romero）

### ディーヴァ
- チアリーダー・メリッサ（Cheerleader Melissa）
- メリッサ・コーツ（Melissa Coates）